# Балдаштык
Балдаштык — деревня в Балахтинском районе Красноярского края России. Входит в состав Грузенского сельсовета.

## Этимология
Название происходит от хакасского слова «палғаштығ» - грязный.

## География
Деревня расположена в 44 км к западу от районного центра Балахта.

## Население
| 1989 | 2002 | 2010 |
| ---- | ---- | ---- |
| 218  | ↘175 | ↘35  |

Гендерный состав
По данным Всероссийской переписи населения 2010 года 17 мужчин и 18 женщин из 35 чел.